# Birgittaskolan i Linköping
Birgittaskolan, centralt belägen i Linköping vid södra änden av Sankt Larsgatan, består av flera enheter. Sammanlagt finns här ca 2000 elever.
- Birgittaskolans gymnasium med vård- och omsorgsprogrammet, natur- och samhällsvetenskapsprogrammen.
- Birgittaskolans vuxenutbildning
- Birgittaskolan, SFI-svenska för invandrare

Uppfördes 1898 och hette då Linnéskolan, men bytte 1983 namn till Birgittaskolan. Heter från höstterminen 2025 Linnégymnasiet.